# セルロースエステル
セルロースエステル（英語: cellulose ester）は、セルロースに含まれるヒドロキシ基をエステル化したセルロース誘導体の総称である。
以下のようなものがある。
- 有機酸エステル
  - アセチルセルロース（セルロースアセタート、酢酸セルロース[1]）
  - ジアセチルセルロース（英語版）（セルロースジアセタート、二酢酸セルロース）
  - トリアセチルセルロース（セルローストリアセタート、三酢酸セルロース）
  - ギ酸セルロース[1]
  - プロピオン酸セルロース[1]
  - 酪酸セルロース[1]
  - 安息香酸セルロース[1]
  - フタル酸セルロース[1]
  - トシルセルロース[1]
- 無機酸エステル
  - ニトロセルロース（硝酸セルロース）[1]
  - 硫酸セルロース[1]
  - リン酸セルロース[1]
  - セルロースキサントゲン酸塩[1]